# Mesogonia bicornuta
Mesogonia bicornuta är en insektsart som beskrevs av Young 1977. Mesogonia bicornuta ingår i släktet Mesogonia och familjen dvärgstritar. Inga underarter finns listade i Catalogue of Life.